# RHYTHM EMOTION
〈RHYTHM EMOTION〉(일본어: リズム·エモ―ション; 한국어: 리듬 이모션)은 TWO-MIX의 2번째 싱글이다. TV 애니메이션 《신기동전기 건담W》의 주제가이다.

## 개요
〈RHYTHM EMOTION〉은 TWO-MIX의 두 번째 싱글이며, 이 CD가 발매된 시점에서는 TWO-MIX의 태생에 대해서는 세상에 잘 알려져 있지 않았고, 텔레비전, 라디오, 잡지 등의 매체에 대해 수수께끼 아티스트라는 취급을 하고 있었다. 한편 이 곡이 당시로서는 상당히 템포가 높았으나, 당시 유행하고 있던 댄스 음악이었다.
더욱이 1기 주제가였던 〈JUST COMMUNICATION〉가 인기를 끌면서, 오리콘 차트 첫 등장 8위로 전 작품으로 달성할 수 없었던 톱 10에 진입하여, 당시로서는 기록적인 매상을 올렸다. 톱 100위 내에도 발매된 1995년 11월부터 다음 해 4월까지 연속으로 차트에 진입하는 등 오랫동안 인기를 끌었다.
〈RHYTHM EMOTION〉의 판매 기록은 TWO-MIX내에서도 건담 시리즈의 주제가라 해도 가장 큰 편이다. 또한 오리콘에 따르면, 성우가 노래한 CD 중에서 3위이며 캐릭터 명의로 노래한 것을 제외하면 2위의 판매고를 올렸다.
이 결과 TWO-MIX는 골든 디스크상을 수상하였다. 그 뒤로 스타차일드 레벨(킹 레코드내의 애니메이션 레벨)로 다시 발매되었다.

## 수록곡
작사，작곡，편곡：TWO-MIX
1. RHYTHM EMOTION
2. ENDLESS LOVE
3. RHYTHM EMOTION (Original Karaoke)
4. ENDLESS LOVE (Original Karaoke)

## 수록 작품
- RHYTHM EMOTION(싱글 버전)
  - BPM143
  - BPM "BEST FILES"
  - SUPER BEST FILES 1995～1998
  - 20010101
  - Categorhythm

- RHYTHM EMOTION -Second Variation '96-
  - TWO→(RE)MIX (※같은 편곡의 Instrumental을 포함하여 수록하였다.)
  - 20010101

- RHYTHM EMOTION -Melody Box Edit-
  - TWO→(RE)MIX

- RHYTHM EMOTION PURE
  - BPM 150MAX

- RHYTHM EMOTION (RAVEMAN Back 2 Rave Mix) (리믹스 버전)
  - BPM "DANCE∞"
  - 20010101

- RHYTHM EMOTION [Paris-France] (클래식 오케스트라 버전)
  - Baroque Best

- Rhythm Emotion (International(English ver.))
  - BPM CUBE
  - Categorhythm
- RHYTHM EMOTION (Domestic(Japanese ver.))
  - BPM CUBE

- ENDLESS LOVE
  - BPM 143
  - BPM "BEST FILES"
  - 20010101

## 같이 보기
- TWO-MIX
- 신기동전기 건담W